# 고궁박물원
고궁박물원(중국어 간체자: 故宫博物院, 병음: Gùgōng Bówùyùan)은 중화인민공화국 베이징시의 자금성내에 위치한 국립박물관이다. 박물관은 명나라와 청나라 시기 궁궐의 소장품과 이후 중화인민공화국이 구입하거나 수집한 여러 새로운 유물들을 소장 및 전시하고 있다.